# Red Star F.C.
Red star F.C. là một câu lạc bộ bóng đá Pháp được thành lập ở Paris năm 1897 và là câu lạc bộ bóng đá Pháp lâu đời thứ hai sau Le Havre AC.Câu lạc bộ hiện đang chơi ở Championnat National, hạng ba Pháp, sau khi bị xuống hạng từ Ligue 2 vào cuối mùa giải 2016–17.Hiện đang được dẫn dắt bởi hlv Régis Brouard.
Mặc dù đang chơi tại giải bán chuyên nhưng Red Star có một lịch sử phong phú.Câu lạc bộ được thành lập năm 1897 dưới cái tên Red Star Club Français bởi huyền thoại bóng đá người Pháp Jules Rimet.Sau đó ông tiếp tục giữ chức chủ tịch của Liên đoàn bóng đá Pháp và FIFA.Red Star là một trong những thành viên sáng lập của Ligue 1 và đã trải qua 19 mùa giải ở giải hạng nhất
câu lạc bộ đã giành được năm danh hiệu Coupe de France.

## Mùa giải của câu lạc bộ
- Ligue 1: 1932–33, 1934–38, 1939–50, 1965–66, 1967–73, 1974–75
- Ligue 2: 1933–34, 1938–39, 1952–60, 1961–65, 1966–67, 1973–74, 1975–78, 1982–87, 1989–99, 2015–2017
- Hạng 3: 1950–52, 1960–61, 1981–82, 1987–89, 1999–01, 2011–15, 2017-
- Hạng 4: 1980–81, 2001–02, 2006–11
- Hạng 5: 1978–80, 2002–03, 2005–06
- Hạng 6: 2003–05

### Tên cũ
- Red Star Club Français (1895–04)
- Red Star Amical Club (1904–25)
- Red Star Olympique (1925–44)
- Red Star Olympique Audonien (1944–46)
- Stade Français-Red Star (1946–48)
- Red Star Olympique Audonien (1948–55)
- Red Star Football Club (1955–66)
- AS Red Star (1976–82)
- AS Red Star 93 (1982–01)
- Red Star Football Club 93 (2001–10)
- Red Star Football Club (2010–)

## Đội hình hiện tại
Tính từ tháng 2 năm 2018
Ghi chú: Quốc kỳ chỉ đội tuyển quốc gia được xác định rõ trong điều lệ tư cách FIFA. Các cầu thủ có thể giữ hơn một quốc tịch ngoài FIFA.
| Số | VT | Quốc gia               | Cầu thủ           |
| -- | -- | ---------------------- | ----------------- |
| 1  | TM | Pháp                   | Sébastien Renot   |
| 3  | HV | Pháp                   | Matias Ferreira   |
| 2  | HV | Pháp                   | Harouna Sy        |
| 4  | TV | Pháp                   | Ludovic Sylvestre |
| 5  | HV | Algérie                | Mourad Satli      |
| 6  | HV | Pháp                   | Maxence Derrien   |
| 7  | TV | Mali                   | Tiécoro Keita     |
| 8  | TĐ | Pháp                   | Sékou Baradji     |
| 9  | TĐ | Pháp                   | Anthony Petrilli  |
| 10 | TV | Tunisia                | Idriss Mhirsi     |
| 11 | TĐ | Guinée                 | Sekou Keita       |
| 12 | TĐ | Pháp                   | Julien Toudic     |
| 13 | TV | Cộng hòa Dân chủ Congo | Omenuke Mfulu     |

| Số | VT | Quốc gia     | Cầu thủ                  |
| -- | -- | ------------ | ------------------------ |
| 14 | HV | Cameroon     | Charley Fomen            |
| 17 | TV | Pháp         | Teddy Teuma              |
| 19 | HV | Guiné-Bissau | Formose Mendy            |
| 20 | TV | Madagascar   | Stéphan Raheriharimanana |
| 21 | TV | Pháp         | Grégoire Lefebvre        |
| 22 | TV | Pháp         | Loïc Lapoussin           |
| 23 | TV | Guinée       | Amadou Diallo            |
| 24 | TV | Mali         | Samba Diakité            |
| 27 | TĐ | Sénégal      | Abdoulaye Sané           |
| 28 | TĐ | Serbia       | Miloš Zukanović          |
| 29 | HV | Pháp         | Matthieu Fontaine        |
| 30 | TM | Pháp         | Alexis Sauvage           |
| 35 | TĐ | Pháp         | Ismaël Camara            |

### Cầu thủ mượn
Ghi chú: Quốc kỳ chỉ đội tuyển quốc gia được xác định rõ trong điều lệ tư cách FIFA. Các cầu thủ có thể giữ hơn một quốc tịch ngoài FIFA.
| Số | VT | Quốc gia | Cầu thủ |
| -- | -- | -------- | ------- |

### Cầu thủ xuất sắc
- Pol Morel
- Paul Nicolas
- Marcel Pinel
- Julien Du Rhéart
- Daniel Rodighiero
- Jacky Simon
- André Simonyi
- Georges Stuttler
- Alexis Thépot
- Julien Verbrugge
- Nestor Combin
- Guillermo Stábile
- Safet Sušić
- Bror Mellberg
- Hugo Pérez
- Aleksandr Bubnov
- Fyodor Cherenkov

## Huấn luyện viên
| Ngày    | Tên                  |
| ------- | -------------------- |
| 1998–00 | Jean-Luc Girard      |
| 2000    | Jacky Lemée          |
| 2000–01 | Jean-Luc Girard      |
| 2001    | Pierre Repellini     |
| 2001–02 | Jean-Luc Girard      |
| 2002–03 | Mustapha Ousfane     |
| 2003–04 | Azzedine Meguellatti |
| 2004–06 | Jean-Luc Girard      |
| 2006–08 | Bruno Naidon         |
| 2008–09 | François Ciccolini   |
| 2009    | David Giguet         |
| 2009–11 | Alain Mboma          |
| 2011    | Athos Bandini        |
| 2011–13 | Vincent Doukantié    |
| 2013    | Laurent Fournier     |
| 2013–15 | Sébastien Robert     |
| 2015–16 | Rui Almeida          |
| 2017    | Claude Robin         |
| 2017–   | Régis Brouard        |

## Danh hiệu

### Trong nước
- Ligue 2
- Vô địch (2): 1933–34, 1938–39
- Championnat National
  - Vô địch (1): 2014–15
- Championnat de France amateur 2
  - Vô địch (1): 2006 (Group A)
- Division d'Honneur (Paris Île-de-France)
  - Vô địch (4): 1920, 1922, 1924, 2005
- Coupe de France
  - Vô địch (5): 1921, 1922, 1923, 1928, 1942
  - Giải nhì (1): 1946

### Khác
- Ligue de Football Association (LFA) Championship
  - Vô địch (1): 1912
- Challenge de la Renommée
  - Vô địch (1): 1919
- Trophée de France
  - Giải nhì (1): 1912